# Disseram que Voltei Americanizada
Disseram que Voltei Americanizada é um samba de Luís Peixoto e Vicente Paiva, criado especialmente para Carmen Miranda, que retornava ao Brasil após sua primeira viagem aos Estados Unidos.  A canção aborda as acusações de que ela havia perdido sua brasilidade em favor de uma suposta americanização. Foi uma das últimas músicas que gravou no Brasil, junto com outras três com temática semelhante: "Voltei pro Morro", "Disso É Que Eu Gosto" e "Diz Que Tem" (a qual regravou nos Estados Unidos), todas compostas por Paiva. Carmen gravou "Disseram que Voltei Americanizada" em 2 de setembro de 1940 para a Odeon.
Essa música é mencionada no apêndice do livro 1001 Músicas para Ouvir Antes de Morrer (e 10.001 para Baixar), do crítico musical Robert Dimery, sendo a única canção de Carmen Miranda entre as 10.001 listadas nessa parte do livro.

## Antecedentes
Em setembro de 1940, Carmen Miranda gravou o samba "Disseram que Voltei Americanizada" como uma crítica à recepção fria que recebeu ao retornar ao Brasil após suas férias nos Estados Unidos. Na época, ela estava vivendo nos EUA, onde lotava clubes e teatros, iniciando sua carreira de atriz. Assim que chegou, Carmen se apresentou no Cassino da Urca, no Rio de Janeiro, mas encontrou uma plateia desconfiada e incomodada com sua imagem “americanizada”. Nas primeiras fileiras, estavam presentes membros do Estado-maior do Estado Novo, além de empresários e industriais brasileiros, muitos com sobrenomes conhecidos, que, assim como a elite de outros países, estavam fazendo negócios com a Alemanha do Führer e se alinhando com sua postura anticomunista e antijudaica.
Em resposta a essa situação, os compositores Luís Peixoto e Vicente Paiva criaram especialmente para ela este samba, que se tornou uma das últimas canções gravadas por Carmen no Brasil.

## Regravações
- Maria Bethânia (1974)
- Adriana Calcanhoto (1990)
- Caetano Veloso (1992)
- Eduardo Dusek (2000)
- Roberta Sá (2009)
- Elba Ramalho (2006)
- Ná Ozzetti (2009)
- Ordinarius (2012)
- Gaby Amarantos (2013)
- Baby do Brasil (2013)
- Edson Cordeiro (2015)
- Tio Samba (2010)
- Os Argonautas
- Barbara Mendes
- Lígia Franca
- Lucia Minetti (2004)